# تيري بيرن
تيري بيرن (بالإنجليزية: Teri Byrne)‏ هي راقصة وعارضة أمريكية، ولدت في 11 أبريل 1972 في بينساكولا في الولايات المتحدة.

## روابط خارجية
- تيري بيرن على موقع IMDb (الإنجليزية)
- تيري بيرن على موقع CageMatch worker (الإنجليزية)
- تيري بيرن على موقع عالم المصارعة على الإنترنت (الإنجليزية)
- تيري بيرن على موقع عالم المصارعة على الإنترنت (الإنجليزية)